# Мадагаскарски мишелов
Мадагаскарският мишелов (Buteo brachypterus) е вид птица от семейство Ястребови (Accipitridae).

## Разпространение
Видът е разпространен в Мадагаскар.